# KBS 키즈
KBS 키즈(KBS Kids)는 KBS N C&C가 운영하는 대한민국의 어린이 텔레비전 채널이다. 2012년 5월 5일에 개국하였다.

## 채널 이름 및 로고 변천사

### 채널 이름
- 2012년 5월 5일 ~ 현재: KBS 키즈

### 역대 로고

2020년 6월 1일부터 현재까지 사용되고 있다. KBS 키즈 로고

## 프로그램

#### TV 애니메이션
/
- 라바 아일랜드
- 라바 인 뉴욕
- 브레드 이발소
- 안녕 자두야
- 꼬미마녀 라라 2
- 바이트 초이카
- 헬로 카봇
- 벅스봇 이그니션
- 출동! 슈퍼윙스
- 몬스터 탑
- 베이블레이드 버스트 슈퍼킹
- 최강전사 미니특공대
- 미니특공대 브이레인저스
- 트루와 무지개 왕국
- 브레드와 윌크의 세계여행
- 캐치! 티니핑
- 내 비밀친구 햄찌
- 린다의 신기한 여행
- 인:앱
- 내 친구 반인반어
- 꼬마공룡 크앙
- 크리켓팡
- 프라몬 원정대
- 소스리아
- 매직펜던트 대모험
- 뿡뿡빵빵 부부맨
- 내 마음은 무지
- 다이노 파워즈
- 팬티히어로
- 나비의 모험
- 상상꾸러기 꾸다
- 레인보우 버블젬
- 샤샤 앤 마일로
- 카비온
- 거멍숲을 지켜라! 버디프렌즈
- 시간탐험대 다이노맨
- 마카앤로니
- 코드네임 X
- 유삐와 친구들
- 차징 탑스피너
- 스페이스 동의보감 2
- 내 친구 미소
- 슈퍼트론
- 크리쳐헌터스
- 캐리야! 학교가자
- 주디세이
- 주디세이 퀴즈쇼
- 씰룩
- 상상꾸러기 꾸다
- 반짝반짝 달님이
- 티티 체리
- 꼬미마녀 라라
- 달려라하니:나쁜계집애
- 빅 블루
- 바바프렌즈
- 로보카폴리
- 콩순이

- 바다의 전설 장보고
- 놓지마 정신줄
- 롱롱죽겠지?
- 마음의 소리

## 일본

### 후지TV
- 디지몬 어드벤처

- 원피스
- 원피스 극장판

### TV아사히
- 아따맘마 극장판

### TV도쿄
- 요괴워치
- 요괴워치 극장판

## 미국

### 니켈로디언
/
- 네모바지 스폰지밥

### 어린이
- 누가누가 잘하나
- TV 유치원
- 방울이tv
- 어린이 동물티비
- 방과 후 초능력

- 호기심천꾹이

### 드라마
- 엑스가리온
- 아머드 사우루스

### 예능
- 여자친구가! 손지오를 키워보자

- 레츠 플레이

- 겜브링
- 쉐어tv
- 쉐어 넥스트레벨 (쉐어tv랑 같음.)

- 1박 2일
- 위기탈출 넘버원
- 사장님 귀는 당나귀 귀
- 슈퍼맨이 돌아왔다
- 살림하는 남자들
- 옥탑방의 문제아들
- 개는 훌륭하다
- 동물극장 단짝
- 류수영의 동물티비
- 동물은 훌륭하다

### 교양
- 걸어서 세계속으로
- 우리말 겨루기
- 아마도 마지막 존재
- 이웃집 찰스
- 이슈 Pick, 쌤과 함께
- 생활의 발견

#### 외주 제작 일본
더빙판
- KBS 키즈 더블유스튜디오 제작 SMG홀딩스
- 퓨로 보이즈 산리오 남자
- KBS 키즈 플레이그라운드
- 마계학교 이루마군
- 마계학교 이루마군 2
- 마계학교 이루마군 3
- 닌자보이 란타로 24
- 베리베리 뮤우뮤우
- 베리베리 뮤우뮤우 뉴

자막판
- 마계학교 이루마군 3(자막)

 더빙판
- KBS 키즈 포켓몬코리아
- 포켓몬스터 리코와 로드의 모험
- 포켓몬스터 테라파고스의 빛
- 타사 포켓몬코리아
- 포켓몬스터 테라스탈 데뷔
- 포켓몬스터 레쿠쟈 라이징
- 포켓몬스터 XY
- 포켓몬스터 W
- 타사
- 파워캐치 완다

 더빙판
- 타사 SMG홀딩스 제작
- 엉덩이 탐정
- 원더풀 프리큐어

 더빙판
- SMG홀딩스 제작
- 이상한 과자가게 전천당
- 플레이그라운드 제작
- 슈퍼텐 시간탐험대
- 슈퍼텐 전설의 슈퍼리온

 더빙판
- 기동전사 건담 수성의 마녀
- 건담빌드 메타버스

#### 퀴즈
- 퀴즈 위의 아이돌
- 우리말 겨루기

### 스포츠
- 체조
- 축구
- 농구
- 배구
- 볼링
- 씨름
- 레슬링
- 마라톤
- 하키

## 방송 전 시보광고
- 서울우유협동조합
- 동화약품

## 논란

### 자회사 개국 논란
KBS N이 KBS 키즈를 차후 지상파 텔레비전 방송의 디지털 전환에 맞추어 KBS가 추진 중인 코리아 뷰(Korea View) 사업에 활용할 계획으로 알려져 논란이 되었다. 2012년 5월에 제주특별자치도 전 지역을 대상으로 코리아 뷰 시범방송을 시작함과 동시에 개국할 예정이었으나, 방송통신위원회가 이를 유보하면서 KBS와 방통위간의 마찰을 빚기도 하였다. 또한, 어린이 대상 텔레비전 채널이 대한민국에 10여 개나 존재하는 가운데 지상파 방송사가 시장에 진입하면 독과점을 일으킬 우려가 있다는 지적도 제기되었다.